# Sint-Mariakerk (Sønderborg)
De Sint-Mariakerk is een kerkgebouw van de Deense Volkskerk in het centrum van Sønderborg, Denemarken en de kerk van de gelijknamige parochie. Het kerkgebouw is mede dankzij de ligging op een heuvel zeer beeldbepalend voor de stad.

## Voorgeschiedenis
In de middeleeuwen bevond zich op een heuvel net buiten de stad een leprozenhuis. Het was vernoemd naar Sint-Joris en rond 1300 stond op de plaats van de huidige Mariakerk de kapel van dit leprozenhuis. Nadat rond 1530 de oude parochiekerk van de stad, de Sint-Nicolaaskerk, werd gesloopt, werd de Sint-Joriskapel de nieuwe hoofdkerk. Tegen het einde van de 16e eeuw gaf Johan de Jongere opdracht tot vergroting van het gebouw, om het zo geschikt te maken voor de functie van parochiekerk van zijn stad.

## De huidige Mariakerk
In 1595 werd begonnen met de gedeeltelijke sloop van de oude kerk en de bouw van de nieuwe kerk. Van de oude middeleeuwse kerk bleven slechts delen metselwerk over. Uit de middeleeuwse kerk bleef nog een middeleeuws houten muurkast bewaard uit circa 1400. De plechtige inwijding van de nieuwe parochiekerk vond vlak voor kerst in 1600 plaats. In 1649 werd de Joriskerk omgedoopt in de Mariakerk. De naam van Sint-Joris bleef echter in de namen Sankt Jørgensgade en Jørgensbjerg bewaard. Een toren had de kerk oorspronkelijk niet, die werd pas in 1883 toegevoegd.
In de jaren 1959-1961 onderging de kerk een omvangrijke restauratie. De oude kerkbanken werden verwijderd. De oud grafzerken werden van de vloer gelicht, die met nieuwe Öland-tegels werd belegd. Tevens werden enkele epitafen van de pilaren verwijderd. In dezelfde periode kreeg de Mariakerk een nieuw Marcussen-orgel met 39 registers.

## Interieur
Het interieur dateert voornamelijk uit de 16e-17e eeuw.
- Het slanke altaar stamt uit 1618 en werd gemaakt door Niels Tagsen uit Sønderborg, die werd beïnvloed door de werken van de Noord-Duitse beeldhouwer Hinrich Ringerinck uit Flensburg. Van het grote schilderij van het Laatste Avondmaal tussen de zuilenparen met Korinthische kapitelen wordt gezegd dat het afkomstig is van een Nederlands schip, dat bij Sønderborg vastliep.
- Het doopvont werd in 1600 van brons gegoten en staat op de vier figuren van de evangelisten.
- In de noordelijke muur van het koor hangt een kast, die voor de reformatie in gebruik was als tabernakel. Aan de binnenkant van de deur van de kast bleef een schilderij van Christus als Man van Smarten bewaard. Tegenwoordig wordt de kast gebruikt voor het liturgisch vaatwerk van de kerk.
- Over de zuidelijke beuk is een galerij met rijk houtsnijwerk gebouwd die als herenbank dienstdeed. De herenbank werd in opdracht van hertog Alexander, de zoon van Johan de Jongere, gebouwd.
- De preekstoel werd besteld door hertog Johan en was oorspronkelijk voor de eigen kapel bedoeld. De kansel kwam echter in de Mariakerk terecht. Hij is versierd met houtsnijwerk van de Flensburger meester Hinrich Ringerinck en staat tegenwoordig tegenover de hertogenbank.